# Hiroyuki Nishimura

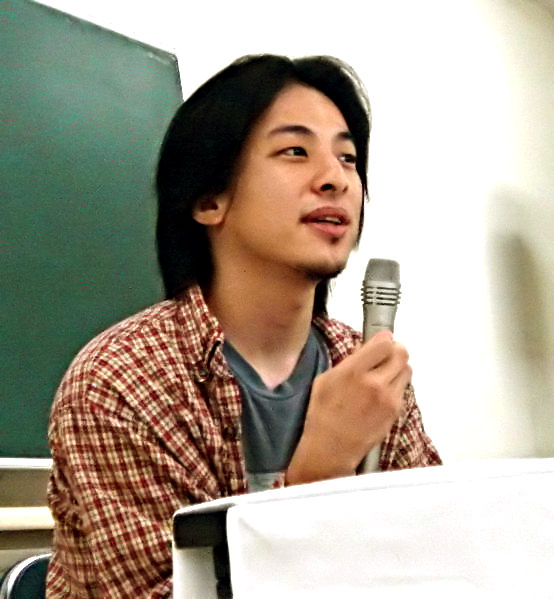
Hiroyuki Nishimura (2005)

Hiroyuki Nishimura (jap. 西村 博之 Nishimura Hiroyuki; * 16. November 1976 in der Präfektur Kanagawa) ist ein japanischer Internetunternehmer, der vor allem als Gründer des meistbesuchten japanischen Internetforums 2channel und derzeitiger Administrator von 4chan bekannt ist. Er ist außerdem ein Selbsthilfeautor und eine TV-Persönlichkeit.
Christopher Poole, Gründer von 4chan, verkündete am 21. September 2015, dass er die Seite an Nishimura verkauft habe.

## Privates
Nishimura ist verheiratet. Seit Mai 2019 lebt er in Paris, wo er 2015 hinzog.

## Unternehmen

### 2channel
2channel wurde im Mai 1999 von Hiroyuki Nishimura gegründet, während er ein Student an der University of Central Arkansas war. Der Name der Seite ist eine Anspielung auf VHF‐Kanal 2, der Standardeinstellung für HF‐Modulatoren in frühen Videospielkonsolen bei der Verbindung mit japanischen Fernsehern.

### 4chan
Im September 2015 verkaufte Poole 4chan an den Japaner Hiroyuki Nishimura, den Gründer von 2channel und ehemaligen Direktor von Niwango, dem Unternehmen hinter dem japanischen Videoportal Niconico, und gab auch den Posten als Administrator an ihn ab.